# 愛の新世界
『愛の新世界』（あいのしんせかい）は、1994年12月17日公開の日本映画。R-18指定作品。

## 概要
監督は高橋伴明。原作は島本慶のエッセイと荒木経惟の写真を融合させた同名の写真集。主演は本作品のためにオーディションで選ばれた鈴木砂羽。
第68回キネマ旬報ベスト・テン日本映画ベストテン第9位。成人指定。
SMクラブの女王様として働きながら劇団女優への道を進む若い女性と、ホテトルで働きながらいつか玉の輿に乗ろうとしている現代娘の姿をとらえた、爽やかな青春映画。日本映画初のヘアヌードが話題にもなった。
2010年10月30日、第8回新開地映画祭にて上映された。
2011年5月27日にモザイク処理が施されていない「無修正完全版」DVDが発売。

## あらすじ
レイは、渋谷の街でバイトをしながら小劇団で活動する若手女優だが、そのバイトというのがSMクラブの“女王様”。SMクラブに訪れる男性客を相手に、レイは今日も女王様として罵声を浴びせながらムチで叩き、男たちをひざまずかせる。しかしそれはあくまで彼女がバイト中に見せる一つの顔であり、普段は芝居の稽古に夢中で取り組んでいる。ある日レイがマンション内のSMクラブからエレベーターで1階に降りようとした所、途中の階から乗り合わせたホテトル嬢・アユミに話しかけたことで知り合いになる。
アユミは、“医者の卵”の彼氏と交際しておりホテトルで働いて得たお金を結婚資金として貯めて、いつか玉の輿に乗ることを夢見ている。一方レイは、付き合って3ヶ月になる彼氏と食事のデートには行くが、彼への愛情が薄れてきている状態。ある日レイはアユミを誘って居酒屋で食事をしながら恋愛や仕事について会話をした後、様々な店を巡って朝まで遊び歩き友情を深める。後日、レイは彼氏からの留守電の伝言を無視し続ける形で破局を迎え、アユミも自堕落な“医者の卵”の彼氏に見切りをつけ別れることに。
毎日渋谷で精力的に活動するレイにとって東京郊外にある自宅アパートの庭は、自然豊かで彼女の気分をリセットさせてくれる癒やしの空間。ふと実家の母に手紙を書くことにしたレイは、SMの女王様の仕事を『セラピスト関係のバイト』と誤魔化しながらも、仕事に誇りを持っていることを伝える。数日後、公演でやる芝居の台本が仕上がりレイたち劇団員は、それぞれバイトをしながらセリフ覚えや立ち稽古に忙しく日々を送る。その後レイとアユミはそれぞれに酸いも甘いも経験しながら青春を謳歌し、充実した日々を過ごす。
ある日、物珍しさだけでクラブに訪れた初めての客から推測でSMの知識を聞かされた挙句、上から目線で「新しい愛の世界を見せてくれ」と言われるレイ。女王様のプライドに火がついたレイは、SMの世界がどういうものかを身をもって知らしめ、別人のように大人しくなった男を服従させる。その後アユミは“弁護士の卵”である新しい彼氏と付き合い始め、レイは再び実家の母に手紙を送り子供の頃にバレエを勧めてくれたことを感謝する。そして、いよいよ劇団の公演日当日、観客席でアユミが見守る中レイは数週間かけて仲間と作り上げてきた芝居を披露する。

## キャスト
レイ（佐久間レイコ）
演 - 鈴木砂羽（第10回高崎映画祭最優秀新人女優賞）
小劇団のマドンナ的存在の若手女優、夜はSMクラブで“女王様”のバイトをしている。東京郊外のアパートで一人暮らしをしている。サバサバした性格だがこだわりが強く、自身の中の決まり事に則って行動している。また、SM嬢の仕事に誇りを持っており、本人によるとこの仕事が芝居の稽古に役立っているとのこと。基本的には熱心で真面目な反面、性に奔放で男性劇団員たちとは安易に体の関係になっていて、恋愛において飽きっぽく長続きしないタイプ。自然や動植物が大好きで自宅アパートの庭でそれらと触れ合うことで元気をもらっている。劇中劇ではヒロイン役を務める。
アユミ
演 - 片岡礼子
仕事はホテトル嬢。ホテトル嬢だが客に「(アユミの)首から上の部分へのキスはしない」などの個人的なルールを科している。本人曰く「明日にでも結婚したい」というほど結婚願望が強く玉の輿に乗るために“医者の卵”や“弁護士の卵”を狙っているが、男を見る目はない。さっぱりした性格で失恋を引きずらず後腐れがなく、要領の悪い彼氏に色々と気遣いを見せる。彼氏にはホテトル嬢の仕事をしていることは秘密で、仕事で貯めた結婚資金の1000万円の預金を表向き「父親から振り込まれた」ということにしている。

### レイの劇団仲間
松木
演 - 松尾スズキ
小劇団『ドリームキッズ』の演出家。レイと同年代ぐらいの若者(自身を含めて8人の劇団員)で構成された劇団をまとめている。劇団員にエチュード(即興劇)などを演じさせて演技指導する。劇中劇では、公演で披露することになった『君の事情を抱きしめて』という芝居の演出を担当。
さくら
演 - 中島陽子
劇団の女優。ふくよかな体型をしている。ほどなくしてアユミが働くホテトルの電話番のバイトを始める(ただし、自身とアユミがレイを介して近しい関係になったことは知らない)。電話番では劇団で鍛えられたセリフ覚えの良さやカワイイ声色を使い、テキパキとした電話対応で驚きの能力を発揮する。似たような体型の劇団員・てつやは恋人。
男性劇団員たち
演 - ひでお（宮藤官九郎）、おさむ（阿部サダヲ）、よしかつ（和田緑郎）、てつや（藤田秀世）、きよし（役者名不明）
それぞれバイト生活を送り、劇団では『外郎売』で滑舌練習をしたり、喜怒哀楽の表現などの練習に明け暮れている。作中では劇団員全員でプールに行ったり、飲みに行ったり親しく交流している。彼女持ちのてつや以外の男性は持ち回りでレイと体の関係を持っており、このことはさくらも知っている。

### レイが仕事で関わる人たち
冴子
演 - 杉本彩（愛情出演）
会員制SMクラブ『ソワレ』の経営者。レイたち数人のSM嬢を雇い、自身も受付業務をする傍ら依頼があればS役をこなす。長く伸ばしたロングヘアに前髪をぱっつんヘアにしており、魅惑的な雰囲気を持つ女性。入会希望の客に価格設定やシステムを説明する。レイのSM嬢としての素質を評価し「2号店出すからママやってよ」などと言っている。
ミキ
SM嬢。本人によるとS役、M役のどちらもできるとのことだが作中でのプレイはM役のシーンのみ。S役の客から全身にラップを巻かれたり浣腸プレイなどを行う。ほわっとした雰囲気を漂わせ、のんびりした話し方が特徴。
冒頭の客
レイからムチで打たれたり顔を踏まれて快感を得たり、代わりに彼女の靴を舌でキレイにするなどの奉仕をした後、ご褒美をもらうことに喜びを感じる。
女装する客
演 - 下元史朗
ホテルの宿泊客。クラブに出張サービスを依頼してレイとSMプレイする。レイを出迎えた時点では室内の入り口で三つ指ついて挨拶する丁寧な物腰のスーツ姿の男性。ただしプレイ時は、女装姿になりオネェ言葉で話す。
澤登（さわのぼり）
演 - 萩原流行
ヤクザ。普段は組員から恐れられる人物で威厳を持って命令している。冴子からは『さわちゃん』と呼ばれている。SMプレイが好きなのはもちろんだが、根本的にレイの大ファン。クラブの受付では常に礼儀正しく敬語で話すため、一見するとヤクザとは分からないほど低姿勢である。プレイ時は強い苦痛じゃないと満足できないらしく、作中の客の中では比較的ハードなプレイを受けている。下着はふんどしを着用。
よく喋る男
レイが応対する客。普通の性行為に飽きて安易にSMプレイを体験をしにクラブにやって来る。プレイルームで本来なら下着姿になるはずが、自身はスーツを着たままタバコを吸いながらレイに同等の立場で話す。挑戦的で馴れ馴れしい態度を取り、SMの事を想像で見下すように喋りまくる小難しい人物。
メガネの男
演 - 大杉漣、
冴子の客。クラブでは直径2mぐらいの円形の板に貼り付けされた状態で、板ごとぐるぐる回されながらムチで叩かれるというプレイをする。それと同時に自身が働く会社の社長を罵倒するという方法でストレス発散する。プレイ時は下着姿に靴下を履いている。

### アユミが仕事で関わる人たち
店長
演 - 塩屋俊
アユミが働くホテトルの経営者。本来は冗談を言う明るい人柄だが、ホテトル嬢同士が取っ組み合いのケンカをした時は「ケガするなよ」と一言言うだけで特に仲裁しない。
セイラ
演 - 市井由理
アユミの同僚のホテトル嬢。同僚のホテトル嬢が自身の客にちょっかい出したという理由で取っ組み合いの喧嘩をする。後に寿退社することになり仕事仲間たちから祝福される。
中年の男
演 - 渡辺哲
アユミの客。作中のアユミの心の声では「オッサン」と言われていて、一般的なおじさん客の一人として行動を分析されている。アユミを未成年と疑い「自分を大切にしなきゃ、親が悲しむよ」と説教するが、結局行為に及びコース外のプレイを頼むなどちゃっかりした性格。
ナイフの男
演 - 田口トモロヲ
アユミの客。持っていたナイフでアユミに怖い思いをさせる。2つのソファを使って全裸の女性に立ってもらい、自身はその下で仰向けになって女性の股間を眺めるのを好む。また女性のアンダーヘアを脱毛クリームで処理をするのが好き。

### レイとアユミの彼氏たち
レイの彼氏
レイと付き合って3ヶ月目の彼氏。レイにプレゼントを送ったり、留守番電話に伝言を残して彼女への愛情をアピールする。レイと体の関係はあるのかは不明だが、作中ではキスの描写はあるものの彼女から何かと理由をつけて体の関係を拒否されている。
けんちゃん
演 - 松永博史
アユミの彼氏。医大を目指す3浪中の予備校生で、アユミからは“医者の卵”と言われている。実家は大きな病院を経営する裕福な家の息子で、上京後も広い部屋で暮らしている。趣味はクロスワードパズルとアユミとの性行為。浪人生活を送っているが危機感がなく自堕落な性格で日々ダラダラと過ごしている。
徹（とおる）
演 - 武田真治
アユミがけんちゃんと別れた後に付き合う彼氏。弁護士を目指す司法浪人でアユミからは“弁護士の卵”と言われている。本業は深夜ラジオのアシスタントディレクター。趣味は、ジグソーパズル。けんちゃんと似たような人物で集中力に欠け要領が悪く不真面目な性格。

### その他の人々
記者
演 - 松尾貴史
冒頭で喫茶店においてレイと1対1でインタビューし、SM嬢になったきっかけなどを質問する。
写真家
演 - 荒木経惟
冒頭の写真撮影のシーンで、女王様に扮するレイがムチを打つ姿や艶めかしいポーズをする姿を雰囲気を盛り上げるために声をかけながら写真に収める。
ホスト
演 - 袴田吉彦（愛情出演）
レイとアユミが訪れたホストクラブで働く。彼女たちのテーブルに付いて、営業トークで接客する。
ジロー
演 - 哀川翔（愛情出演）
ヤクザらしき男。ホテトルの店長の知人。歯が丈夫で自身が掛けているサングラスのレンズを歯で噛み砕いて人を威嚇する。
医者
演 - 鈴木ヒロミツ
性病を疑い体の異変を感じたレイが診察に訪れる。治療は受けず薬だけもらって帰ろうとするレイの対応に困る。
- その他の出演者：竹内修、城野みさ、小野祥子、松田賢二 ほか

## スタッフ
- 監督 - 高橋伴明
- 写真 - 荒木経惟
- 劇中劇 作・演出 - 松尾スズキ
- 原作 - 島本慶、荒木経惟
- 脚本 - 剣山象
- 音楽 - 山崎ハコ、かしぶち哲郎
- 撮影 - 栢野直樹
- 美術 - 望月正照
- 録音 - 福田伸
- 照明 - 豊見山明長
- 編集 - 菊池純一
- 助監督 - 早川喜貴
- 刺青 - 栩野幸知
- 特殊メイク - 松井祐一
- 音響効果 - 福島行朗（福島音響）
- 現像 - IMAGICA
- スタジオ - 東宝ビルト
- プロデューサー - 見留多佳城、山田滋敏
- 製作 - 元村武、大谷晴通

### 作中に流れる曲について
主題歌
- 山崎ハコ「私が生まれた日」

挿入曲
- 山崎ハコ「今夜は踊ろう」

レイとアユミが男たちの車でドライブした後、夜明けの街を走って渋谷まで戻るシーンに使用されている。
その他
- 「渚のシンドバッド」(1977年にピンク・レディーが発売した歌)

ニューハーフバーに訪れたレイとアユミが店内カラオケで歌う。
- 「星降る街角」(1972年に敏いとうとハッピー&ブルーが発売した歌)

作中の劇団の打ち上げでレイとアユミがみんなの前で歌唱する。

## 作中のSMクラブについて
この欄では作中のSMクラブについて説明(SMについて詳しくは『SM (性風俗)』、『BDSM』などを参照)。
- SMクラブは会員制で、客は男性限定らしく女性客は登場しない。店内でのプレイだけでなく、客がいる自宅やホテルの部屋にSM嬢を派遣してプレイを行う出張サービスも行っている。金額は1回あたりSコースは70分で3万5000円、Mコースは70分で2万5000円、出張サービスは80分で5万5000円の設定となっている。
- クラブに所属するレイたちSM嬢は客の要望により、苦痛を与える『クイーン(いわゆる“女王様”』(S役)、苦痛や辱めを受ける『M嬢』(M役)となってプレイを行う。またS役・M役両方こなすSM嬢もいる。客が苦痛を受けるコースを選んだ場合、客は普段の肩書きや立場に関係なくSM嬢の“女王様”から“奴隷”のように扱われる。
- 約束事として客とSM嬢の間で当然合意の下で苦痛を受けるor与える行為を行っている。また万が一街なかでクラブ従業員と客がバッタリ遭遇しても他人のフリをするのがマナーになっている。
- 冴子によると「プレイ時に主導権を握り客とのストーリーや設定を考えるS役に比べて、M役の方が気楽」とのこと。レイ曰く、「SMとは様々な悩みやストレスを抱える客の心を開放するセラピストのようなもの」とのこと。
- レイには『レイ・スペシャル』という、客の手足に拘束具・口に猿ぐつわ・目に目隠しをした状態にした上で、照明を落とした薄暗い部屋に長時間ほったらかしにするプレイ(いわゆる放置プレイ)がある。

## 作中のホテトルについて
この欄では作中のホテトルについて説明(詳しくは『ホテトル』、『デリバリーヘルス』などを参照)。
- より多くの依頼を受けるためなのかは不明だが、事務所は一つだが『クラブ・ゆめのあな』や『キャットコール』などの複数の名称を使って営業している。サービスを依頼してきた客からの電話を電話番が1人で対応してホテトル嬢を充てがい性的サービスをしている。
- ホテトル嬢は、出張先の部屋に着いて客と会った時点で事務所に電話を入れることになっている。それと同時に客は料金を前払いする(アユミの場合2万5000円の設定)。